# 反戦青年委員会
反戦青年委員会（はんせんせいねんいいんかい）とは、主にベトナム戦争反対を掲げた日本の青年労働者による大衆団体。正式名称は「ベトナム戦争反対・日韓批准阻止のための反戦青年委員会」。

## 概要
日韓基本条約の批准やベトナム戦争に反対するために、日本社会党や総評系の労働組合青年部が中心となって、1965年（昭和40年）に結成された。日本共産党および民青は、反戦青年委員会の結成のための相談会には参加していたが、新左翼諸党派に門戸を開こうとする社会党系の主張に対して「トロツキスト暴力集団の参加は認められない」と主張して、結局不参加となった。代わって新左翼諸党派が反戦青年委員会に加わることになった。
ベトナム戦争に反対し日韓条約の批准に反対する全ての団体と個人に門戸を開放して、「自立・創意・統一」を結成時のスローガン・組織原則とした。
反戦青年委員会は社会党・総評内における「労組青年部・青年労働者による戦闘的反戦運動」を目指して結成され、各産別職場青年部による「職場反戦」と個人でも加盟できる「地域反戦」という二つの組織形態で構成された。したがって、多数の「職場反戦」は社会党・総評内で強い基盤を持っていた社青同社会主義協会派と社青同解放派がイニシアティヴを握り、新左翼諸党派は主に「地域反戦」での主導権獲得を目指した。もっとも、国鉄動力車労働組合内で強い影響力を持っていた革マル派が、動労系の「職場反戦」を指導していた例もある。
1967年以降、10月8日の羽田事件を始め、新左翼諸党派が主導する闘争に参加することが増えて、「生産点での反合理化闘争」に比重を置いて急進的な街頭闘争に否定的だった社青同協会派（当時の多数派は太田派）は68年には反戦青年委員会運動から引き上げることを決定した。協会少数派（向坂派）は、組合青年部共闘組織としての反戦青年委員会には肯定的だったが、1969年秋総評執行部が全国反戦凍結を決定すると、従った。しかし、動労などは協会派の方針を拒否して、「反戦」の組織は維持された。1970年には解放派が完全に社会党から「絶縁」されたことから、1970年以降は反戦青年委は新左翼諸党派主導の運動となった。
立花隆が1975年に著した『中核vs革マル』によると、1969年6月段階における反戦青年委の各派勢力を公安当局の調べとして、全国490の職場・地域の「反戦」組織があり、構成員は二万人超。うち社会党の指導下の組織は組織数も構成員数も半数以下。新左翼各派が握っていた組織は、社青同解放派系が84、共産主義者同盟系が67、中核派系が53、第四インター系が32、革マル派系が11であったとしている。
1969年に「全国反戦」が新左翼主導の元で再建されるが（他党派襲撃を繰り返し、東大紛争の安田講堂の攻防から「敵前逃亡した」とされた革マル派は「全国反戦」から排除された）、その内部で主に沖縄本土復帰運動の方針をめぐって対立が先鋭化する。沖縄県民の本土復帰の要求を支持して「沖縄奪還」をスローガンとする中核派、「沖縄人民の本土復帰運動支持・沖縄労農自治政府樹立」を掲げる第四インターの「復帰派」ブロックと、「沖縄解放」「沖縄独立」などを掲げる解放派、フロント派、構造改革派の「反復帰派」ブロックが形成されていく。
しかし、1972年の沖縄返還後、中核派と革マル派の内ゲバの激化を理由に、第四インターは中核派とのブロックを解消し、一方の解放派、フロント派、構造改革派の「反復帰」ブロックも解消。三里塚現地闘争などでは統一行動をかろうじて維持していた「全国反戦」は機能を停止した。この時点で、周辺の青年労働者をも含んだ大衆組織的性格としての反戦青年委の各地域・職場の組織は、完全に党派直系の「活動家プール組織」となった。